# Vincent Casse
Vincent Casse (Mortsel, 21 december 1994) is een Belgisch acro-gymnast. 

## Levensloop
In 2014 werd hij samen met Arne Van Gelder vierde op de wereldkampioenschappen in het Franse Levallois-Perret. In 2015 behaalde het duo goud op het EK in de 'allround' bij de 'heren duo' op het Duitse Riesa. Aldaar behaalden ze zilver in het onderdeel 'balans' en brons in het 'tempo'. Tevens wonnen ze dat jaar twee wereldbekermanches, waarmee ze de eerste plaats behaalde op de wereldranglijst. In 2016 behaalde het duo zilver op het WK in het Chinese Putian.
Zijn drie broers Matthias (judo), Jeroen (judo) en Robin (acrogym) zijn ook sportief actief.